# Лорсанукаев, Саид
Саи́д Лорсанука́ев (1936, Чечня — 26 сентября 2006, Москва) — чеченский журналист, писатель, политический деятель.

## Биография
Родился в 1936 году в селе Гехи Чечено-Ингушской АССР в крестьянской семье.
В семь лет был депортирован. Семья жила в страшной нужде. В 1947 году после смерти матери Саид сбежал из дома. Попал в детприемник в городе Петропавловске в Северном Казахстане. Потом были школа-интернат в райцентре Ново-Сухотино, работа на целинных полях близ Кокчетава. Изучал русский язык, читал произведения классиков русской литературы. В старших классах его заметки и стихи уже печатались в районной и областной газетах.
Получил три высших образования. Окончил факультет журналистики Казахского государственного университета, экономический факультет Горского сельхозинститута и Высшую партийную школу. Долгое время Лорсанукаев был собственным корреспондентом газет «Ленинан некъ» (на чеченском языке), «Грозненский рабочий», центральной газеты «Сельская жизнь». Работал главным редактором Чечено-Ингушского книжного издательства. Лауреат ряда престижных журналистских премий.
В последние годы Саид Лорсанукаев жил и работал в Москве, был помощником Председателя Государственной Думы Геннадия Селезнёва. Издательство «Воскресенье» выпустило его книгу «Дожди меняют цвет». В неё вошли произведения различных жанров: очерки, рассказы, путевые заметки.
Возглавлял политсовет Чеченского регионального отделения партии «Партия возрождения России».